# جامعة بايلور
جامعة بايلور (بالإنجليزية: Baylor University)‏ هي جامعة خاصة في الولايات المتحدة تأسست عام 1845. تقع في مدينة تكساس.

## التاريخ
هي جامعة معمدانية خاصة ومؤسسة تعليمية للفنون الحرة، وضع ميثاقها عام 1854 من جانب ولاية تكساس.

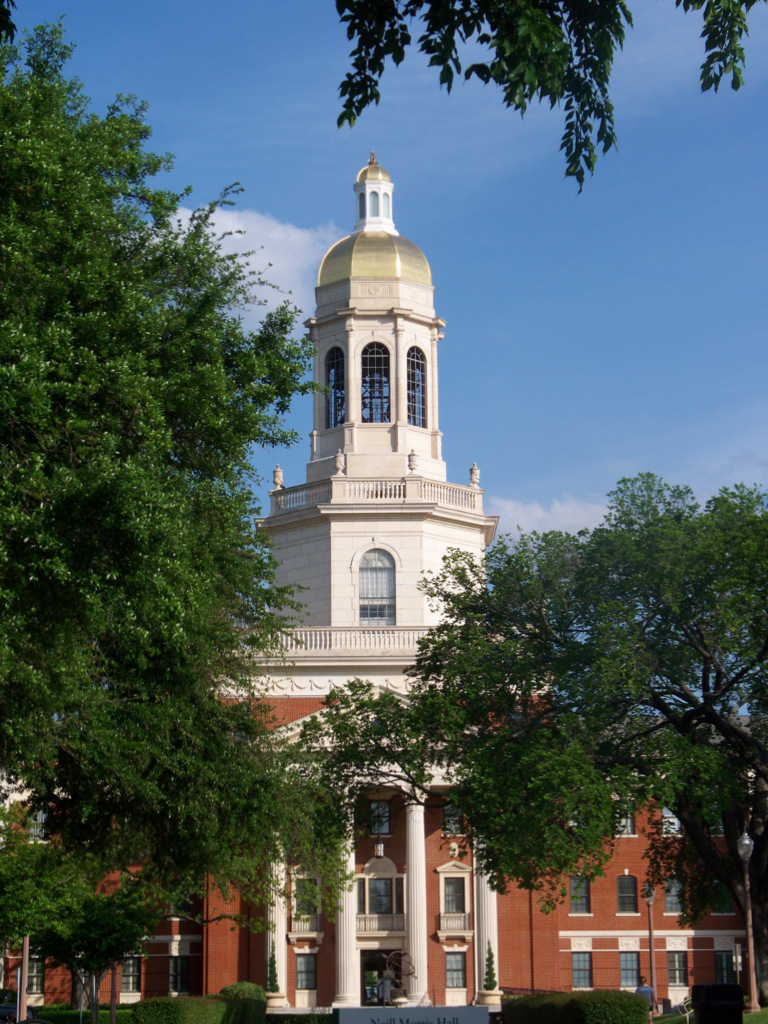

## الحرم الجامعي، الفروع، الموقع
كليات الآداب والعلوم، والدراسات الدينية، وكلية الدراسات العليا، وكلية الحقوق، وكلية التربية، وكلية إدارة الأعمال، وكلية الهندسة وعلوم الحاسب الآلي، وكلية الموسيقى، وكلية التمريض وكلية العمل الاجتماعي.

## أساتذة بارزون
- جون فوردتران: رئيس قسم الأمراض الباطنة بالجامعة من 1979 إلى 1995. حصل على جائزة الملك فيصل العالمية في الطب سنة 1984.

## خريجون بارزون
- توماس هاريس

## إحصائيات
يبلغ عدد طلاب الجامعة 15,189 طالب، منهم 2,620 طالب دراسات عليا.

## وصلات خارجية
الموقع الإلكتروني